# دوري السوبر الأوكراني لكرة السلة
دوري السوبر الأوكراني لكرة السلة (بالإنجليزية: Ukrainian Basketball SuperLeague)‏ هو دوري كرة سلة للمحترفين في أوكرانيا تأسس في 1992 يلعب فيه 14 فريقاً.

## أبرز الفرق
- بوديفيلنيك لكرة السلة
- تشيركاسكي مافبي

## وصلات خارجية
- الموقع الإلكتروني